# Kese
Kese är en administrativ by i Indonesien. Den ligger i provinsen Jawa Tengah, i den västra delen av landet, 400 km sydost om huvudstaden Jakarta. Kese har postkoden 54165.